# Triniteurybia
Triniteurybia es un género monotípico de plantas herbáceas, perteneciente a la familia Asteraceae. Su única especie Triniteurybia aberrans, es originaria de Norteamérica.

## Descripción
Es una planta perenne que alcanza un tamaño de 5-25 (-30) cm (cespitosa; con caudices leñosos, ramificada, de delgadas raíces pivotantes que se arrastran). Tallos erectos, simples, delgados, estipitado-glandular. Hojas basales y caulinares, las basales (sobre todo persistentes) pecioladas a subsésiles , las distales sésiles; hojas  obovadas u oblongas a oblanceoladas ampliamente los márgenes escasamente espinulosas-serradas. Inflorescencias solitarias discoideas, involucros cilindro-campanulados, 9-14 mm de ancho. Las corolas de color amarillo rojizo. Vilano persistente, de 20-35, desiguales- Tiene un número de cromosomas de x = 9.

## Taxonomía
Triniteurybia aberrans fue descrita por (A.Nelson) "Brouillet, Urbatsch & R.P.Roberts" y publicado en Sida  21(2): 898. 2004.
Sinonimia
- Haplopappus aberrans (A.Nelson) H.M.Hall
- Macronema aberrans A.Nelson
- Sideranthus aberrans (A.Nelson) Rydb.
- Tonestus aberrans (A.Nelson) G.L.Nesom & D.R.Morgan[4]